# Tomoya Obokata
Tomoya Obokata (* vor 1980) ist ein japanischer Rechtswissenschaftler, Hochschullehrer und Menschenrechtsexperte mit Spezialisierung auf transnationale organisierte Kriminalität, Menschenhandel und moderne Formen von Sklaverei. Seit 2020 ist er UN-Sonderberichterstatter für Sklaverei.

## Herkunft und Ausbildung
Tomoyo Obokata absolvierte von 1993 bis 1997 ein Bachelor-Studium in Internationale Beziehungen an der University of Southern California in Los Angeles, im Anschluss erwarb er einen Master in Theory and Practice of Human Rights (1998) und den LL.M für internationales Kriminalrecht (1999) an der University of Essex in Colchester. Er promovierte 2004 in Rechtswissenschaft an der University of Nottingham.

## Karriere
Obokata war als Dozent an der schottischen Dundee University (2004 bis 2006) und der Queen’s University Belfast (2006 bis 2012) tätig. Von 2012 bis 2022 war er Professor für Internationales Recht und Menschenrechte an der Keele University, seither hat er eine Professur an der Law School in York für internationale Menschenrechte inne.
Seit vielen Jahren hat er Erfahrungen auf den Gebieten transnationale Kriminalität, Menschenhandel und moderne Formen von Sklaverei und arbeitet hier mit relevanten Akteuren zusammen wie dem UK Parliamentary Joint Committee on Human Rights, der Northern Ireland Assembly All Party Group on Human Trafficking, dem Büro der Vereinten Nationen für Drogen- und Verbrechensbekämpfung (UNODC), der Internationalen Organisation für Migration (IOM) und der Europäischen Union.

## Sonstige Aufgaben
Im März 2020 wurde Obokata vom UN-Menschenrechtsrat als Nachfolger der Südafrikanerin Urmila Bhoola zum Sonderberichterstatter für moderne Formen der Sklaverei ernannt. Bei diesem ehrenamtlichen Mandat ist er völlig unabhängig, er führt Länderbesuche durch, reagiert auf Vorwürfe von Menschenrechtsverletzungen und arbeitet mit Interessenvertretern formell und informell zusammen, um die Reaktionen auf aktuelle Formen der Sklaverei lokal, regional, national und weltweit zu verbessern.
Er legt seine Beobachtungen und Bewertungen regelmäßig vor dem UN-Menschenrechtsrat dar. Am 14. Juli 2023 berichtete er von einem Besuch in Costa Rica, wo aus seiner Sicht keine Probleme mit Sklaverei bestehen und beim Problem Kinderarbeit anerkennenswerte Fortschritte gelungen seien. Am 21. Juli 2023 wurde sein Bericht zu Mauretanien veröffentlicht, in dem er erhebliche Fortschritte des Landes zur Stärkung des rechtlichen und institutionellen Rahmens zur Verhinderung und Bekämpfung der Sklaverei gegenüber dem letzten Bericht von 2014 anerkannte. Allerdings gebe es in bestimmten Teilen des Landes weiterhin Abstammungssklaverei und auch andere Formen der Sklaverei. Derzeit und ehemals versklavte Personen und ihre Nachkommen litten unter sozialer und wirtschaftlicher Not und politischem Ausschluss. Er empfahl Maßnahmen zur Ergänzung und Stärkung der Umsetzung der bestehenden Anti-Sklaverei-Gesetzgebung, die Bekämpfung zeitgenössischer Formen der Sklaverei und Beseitigung der Diskriminierung ihrer Opfer.

## Publikationen (Auswahl)
- Implementing International Law on Human Trafficking: Case Studies of the United Kingdom and Ireland in State Practice and International Law Journal 2015
- Human Trafficking in Routledge Handbook on Transnational Criminal Law Boister und Currie (Hrsg.) 2014
- Analysis of Climate Change from A Human Rights Perspective in Criminological and Legal Consequences of Climate Change, Hart Publishing, Oxford 2012